# Reindeer (rivière)
Pour les articles homonymes, voir Reindeer.

La rivière Reindeer est un cours d'eau d'Alaska, aux États-Unis située dans la  région de recensement de Wade Hampton. C'est un affluent du fleuve Yukon.

## Description
Longue de 60 milles (97 km), elle coule en direction du nord-ouest pour se jeter dans le fleuve Yukon à 10 milles (16 km) de Marshall. Elle est considérée comme une anabranche du Yukon.
Son nom local a été référencé en 1916 et provient de troupeaux de rennes qui se trouvaient à son embouchure en 1900.

## Sources
- (en) « Reindeer (rivière) », Geographic Names Information System